# Amphicoma floriani
Amphicoma floriani är en skalbaggsart som beskrevs av Nikodym 2009. Amphicoma floriani ingår i släktet Amphicoma och familjen Glaphyridae. Inga underarter finns listade i Catalogue of Life.